# Coupe d'Europe de BMX 2018
Navigation
2017 2019
La Coupe d'Europe de BMX 2018 (2018 BMX European Cup en anglais) est la cinquième édition de la Coupe d'Europe de BMX.
La compétition se déroule du 24 mars au 20 mai 2018 sur 4 rencontres de 2 jours, soit 10 manches. Les lieux de compétitions sont Vérone (Italie), Zolder (Belgique), Kampen (Pays-Bas) et Blegny (Belgique).

## Hommes élites

### Résultats
| Lieu            | Date     | Manche   | Vainqueur        |
| --------------- | -------- | -------- | ---------------- |
| Vérone Italie   | 24 mai   | Manche 1 | Niek Kimmann     |
| Vérone Italie   | 25 mai   | Manche 2 | Quillan Isidore  |
| Zolder Belgique | 14 avril | Manche 3 | Niek Kimmann     |
| Zolder Belgique | 15 avril | Manche 4 | Niek Kimmann     |
| Kampen Pays-Bas | 28 avril | Manche 5 | Twan Van Gendt   |
| Kampen Pays-Bas | 29 avril | Manche 6 | Mitchel Schotman |
| Blegny Belgique | 19 mai   | Manche 7 | Joris Harmsen    |
| Blegny Belgique | 20 mai   | Manche 8 | Joris Harmsen    |

### Classement
| Pos | Cycliste         | Pays        | Total |
| --- | ---------------- | ----------- | ----- |
| 1   | Joris Harmsen    | Pays-Bas    | 343   |
| 2   | Niek Kimmann     | Pays-Bas    | 259   |
| 3   | Twan van Gendt   | Pays-Bas    | 220   |
| 4   | Justin Kimmann   | Pays-Bas    | 213   |
| 5   | Mitchel Schotman | Pays-Bas    | 205   |
| 6   | Kyle Evans       | Royaume-Uni | 183   |
| 7   | Evgeny Komarov   | Russie      | 156   |
| 8   | Kai Sakakibara   | Australie   | 155   |
| 9   | Mikus Strazdins  | Lettonie    | 155   |
| 10  | Robin Dijk       | Pays-Bas    | 143   |

## Femmes élites

### Résultats
| Lieu            | Date     | Manche   | Vainqueur       |
| --------------- | -------- | -------- | --------------- |
| Vérone Italie   | 24 mai   | Manche 1 | Laura Smulders  |
| Vérone Italie   | 25 mai   | Manche 2 | Saya Sakakibara |
| Zolder Belgique | 14 avril | Manche 3 | Laura Smulders  |
| Zolder Belgique | 15 avril | Manche 4 | Laura Smulders  |
| Kampen Pays-Bas | 28 avril | Manche 5 | Judy Baauw      |
| Kampen Pays-Bas | 29 avril | Manche 6 | Judy Baauw      |
| Blegny Belgique | 19 mai   | Manche 7 | Laura Smulders  |
| Blegny Belgique | 20 mai   | Manche 8 | Laura Smulders  |

### Classement
| Pos | Cycliste                   | Pays      | Total |
| --- | -------------------------- | --------- | ----- |
| 1   | Laura Smulders             | Pays-Bas  | 388   |
| 2   | Judy Baauw                 | Pays-Bas  | 246   |
| 3   | Elke Vanhoof               | Belgique  | 202   |
| 4   | Saya Sakakibara            | Australie | 188   |
| 5   | Natalia Afremova           | Russie    | 149   |
| 6   | Ruby Huisman               | Pays-Bas  | 128   |
| 7   | Natalia Suvorova           | Russie    | 127   |
| 8   | Yaroslava Bondarenko       | Russie    | 119   |
| 9   | Priscilla Stevaux Carnaval | Brésil    | 106   |
| 10  | Nadja Pries                | Allemagne | 103   |